# Tanner Tessmann
Tanner Tessmann (Birmingham, 24 september 2001) is een Amerikaans voetballer, die doorgaans speelt als centrale middenvelder. Tessmann komt uit voor Venezia FC.

## Clubcarrière
Tessmann is een jeugdspeler van FC Dallas. In het seizoen 2020 maakte hij de overstap naar het eerste elftal van Dallas. Op 1 maart 2020 maakte hij zijn debuut in de Major League Soccer in de thuiswedstrijd tegen Philadelphia Union. Tessmann speelde de volledige wedstrijd die eindigde op 2–0. Op 15 juli 2021 tekende hij een overeenkomst tot 2025 bij Venezia. Op 22 augustus 2021 maakte hij zijn debuut in de Serie A. 27 minuten voor tijd kwam hij Luca Fiordilino vervangen in de uitwedstrijd tegen SSC Napoli. De wedstrijd eindigde op 2–0.

## Clubstatistieken
| Seizoen | Club       | Competitie | Competitie | Competitie | Beker | Beker | Internationaal | Internationaal | Totaal | Totaal |
| Seizoen | Club       | Competitie | Wed.       | Dlp.       | Wed.  | Dlp.  | Wed.           | Dlp.           | Wed.   | Dlp.   |
| ------- | ---------- | ---------- | ---------- | ---------- | ----- | ----- | -------------- | -------------- | ------ | ------ |
| 2020    | FC Dallas  | MLS        | 21         | 0          | 0     | 0     | -              | -              | 21     | 0      |
| 2021    | FC Dallas  | MLS        | 7          | 0          | 0     | 0     | -              | -              | 7      | 0      |
| 2021/22 | Venezia FC | Serie A    | 13         | 0          | 3     | 0     | -              | -              | 16     | 0      |
| Totaal  | Totaal     | Totaal     | 41         | '0         | 3     | 0     | 0              | 0              | 44     | 0      |

Bijgewerkt op 18 januari 2022

## Interlandcarrière
Tessmann maakte deel uit van nationale jeugdploegen. Op 1 februari 2021 maakte hij zijn debuut voor de nationale ploeg. In de met 7–0 gewonnen wedstrijd tegen Trinidad en Tobago. Twaalf minuten voor tijd kwam hij Aaron Herrera vervangen.